# Де Педрина, Франко
Франко Де Педрина (итал. Franco De Pedrina, род. 27 января 1941 года) — итальянский гребец (академическая гребля), вице-чемпион Олимпийских игр 1964 года в составе четвёрки распашной с рулевым (единственная награда Италии в академической гребле на Олимпиаде в Токио). В 1964 году в том же экипаже также выиграл бронзу чемпионата Европы в Амстердаме.